# Christian Polster
Christian Polster (* 1969) ist ein österreichischer Schauspieler. lebt in Wien. 

## Leben
Er wurde mit dem  Down-Syndrom geboren, das seine Fähigkeiten einschränkt. Der Wiener Filmemacher Niki List, mit Polster privat bekannt, widmete dem Leben seines intellektuell beeinträchtigten Freundes die drei Kinofilme
- Mama lustig …? (1984),
- Muss denken (1992) und
- Mein Boss bin ich (2001).